# Paralepa
Paralepa (Duits: Paralep) is een plaats in de Estlandse gemeente Haapsalu, provincie Läänemaa. De plaats heeft de status van vlek (Estisch: alevik).
Tot in oktober 2017 behoorde Paralepa tot de gemeente Ridala. In die maand werd Ridala samengevoegd met de stad Haapsalu tot de gemeente Haapsalu.

## Bevolking
De ontwikkeling van het aantal inwoners blijkt uit het volgende staatje:
| Jaar            | 2000 | 2011 | 2017 | 2019 | 2021 |
| --------------- | ---- | ---- | ---- | ---- | ---- |
| Aantal inwoners | 254  | 306  | 298  | 320  | 334  |

## Ligging
De plaats grenst in het oosten en het noorden aan de stad Haapsalu. De Põhimaantee 9, de hoofdweg van Ääsmäe via Haapsalu naar Rohuküla, komt door Paralepa.
Op het grondgebied van Paralepa ligt een zwerfsteen met de afmetingen 6,2 x 4,5 x 1,9 meter en een omtrek van 16,7 meter, de Peetrikivi of Suur kivi.
Het strand Paralepa rand ligt aan de Baai van Haapsalu op het grondgebied van de stad. Het bos Paralepa ja Pullapä mets ligt op de grens tussen de stad Haapsalu en het dorp Nõmme. De vuurtoren Paralepa alumine tuletorn (‘voorste vuurtoren van Paralepa’) staat in Nõmme, de vuurtoren Paralepa ülemine tuletorn (‘achterste vuurtoren van Paralepa’) in Kiltsi.

## Geschiedenis
Het strand en het bos van Paralepa waren onderdeel van een recreatiegebied voor de inwoners van de stad Haapsalu, dat na de Tweede Wereldoorlog bij de stad werd gevoegd. Dankzij de beschutte ligging aan de baai is de temperatuur van het water aan het strand 2 à 3 graden hoger dan in andere badplaatsen. De vlek Paralepa ontstond uit een nederzetting met de naam Panfilovo, die was gebouwd voor Sovjetmilitairen. Tussen 1939 en 1993 lag in de buurt een Sovjet-luchtmachtbasis. In 1977 kreeg de plaats de naam Paralepa, dezelfde naam als het gebied ten noorden ervan, en ook de status van vlek.